# Charlie Hillson
Bengt Erik "Charlie" Hillson, född 15 mars 1953 i Avesta, Kopparbergs län, är en svensk artist och musikproducent från Dalarna som deltagit i den svenska Melodifestivalen två gånger. I Melodifestivalen 1979 skrev han musiken till En egen fela och i Melodifestivalen 1982 både skrev och framförde han melodin Då kommer min ängel vilken slutade på delad sjätteplats. Han har sedan jobbat som musikproducent i över 25 år. Några artister och grupper han jobbat med är Nordman, Monica Zetterlund, Harpo och många fler.